# リアル・ARC1
リアル・ARC1 (Rial ARC1) は、リアル・レーシングチームが1988年のF1世界選手権用に製作したフォーミュラ1カー。デザイナーはグスタフ・ブルナー。

## 開発
リアル・レーシングは、ドイツ人企業家のギュンター・シュミットが創設した。シュミットはATSのオーナーとして1977年から1984年までF1に参戦していたが、新たなチームを創設し、元ATS・元フェラーリのエンジニアであったグスタフ・ブルナーがマシンを設計、エンジンは自然吸気V8のコスワース DFZを使用した。
ARC1はブルナーが前年担当したフェラーリ・F187にモノコック形状など似た部分を持っており、「青いフェラーリ」の異名を取った。フェラーリと異なる点は、大型のエンジンと燃料タンクを覆うための大型カバー、より低くなったサイドポンツーンなどであった。ブルナーはユニークなフロントサスペンションの配置を行い、ダンパーはシャシー床部に縦方向に取り付けられた。リアルはギアボックスも自社製の物を作成した。ARC1は3台が製作された。

## レース戦績
リアルは経験豊富であるが完走率の低さで知られるイタリア人ドライバーのアンドレア・デ・チェザリスを起用し、1台体制でシーズンに臨んだ。デ・チェザリスは個人スポンサーのマールボロの資金約4億円をチームにもたらした。開幕戦ブラジルでは予選を14位で通過したが、決勝はエンジントラブルでリタイアした。このレースでデ・チェザリスはタイヤ交換のストップ前に一時6位を走行している。ARC1は予選で問題を生ずることは無く、いずれのレースも中団を走行した。予選の最高位は12位であるが、5回記録している。
ARC1は信頼性が低く、多くのクラッシュの原因となったため、デ・チェザリスは「デ・クラッシェリス "de Crasheris"」というありがたくない渾名を頂戴している。シーズンを通して完走は5回のみで、そのうち2回は燃料切れのためゴールできなかったが、完走扱いとなっている（ARC1は1988年の自然吸気車中最小の燃料タンクを装備していた）。しかしながら市街地コースを得意とするデ・チェザリスは第6戦デトロイトで4位に入賞し3ポイントを獲得。この入賞によりコンストラクターズランキングは9位となった。この3ポイントにより翌年から導入の予備予選を免除されることになり、リアルにとって価値ある選手権ポイントとなった（ただし、2カーエントリーへと規模拡大したため1台のみ免除、追加の1台は予備予選へ参加）。
第15戦日本グランプリでは、スポットスポンサーとして「BOBSON」がチームを支援し、ブランドロゴをコクピットサイドとリアウイングに掲載して参戦した。

## F1における全成績
(key) （太字はポールポジション）
| 年     | チーム             | エンジン              | タイヤ | No. | ドライバー     | 1   | 2   | 3   | 4   | 5   | 6   | 7   | 8   | 9   | 10  | 11  | 12  | 13  | 14  | 15  | 16  | ポイント | 順位 |
| ------ | ------------------ | --------------------- | ------ | --- | -------------- | --- | --- | --- | --- | --- | --- | --- | --- | --- | --- | --- | --- | --- | --- | --- | --- | -------- | ---- |
| 1988年 | リアル・レーシング | コスワース DFZ 3.5 V8 | G      |     |                | BRA | SMR | MON | MEX | CAN | DET | FRA | GBR | GER | HUN | BEL | ITA | POR | ESP | JPN | AUS | 3        | 9位  |
| 1988年 | リアル・レーシング | コスワース DFZ 3.5 V8 | G      | 22  | デ・チェザリス | Ret | Ret | Ret | Ret | 9*  | 4   | 10  | Ret | 13  | Ret | Ret | Ret | Ret | Ret | Ret | 8*  | 3        | 9位  |

* ゴールしなかったが完走扱い。

## 参照
- Nye, Doug (1992). Autocourse History of the Grand Prix Car 1966-1991. Richmond, Surrey, United Kingdom: Hazelton Publishing. ISBN 0905138945